# Дедов, Виктор Михайлович
Виктор Михайлович Дедов (род. 16 апреля 1956, Иноковка (Тамбовская область), Тамбовская область) — российский политический деятель, депутат пятого созыва (2007—2011). Член Всероссийской политической партии «Единая Россия».

## Биография
В 2004 году был избран депутатом Краснотурьинской городской Думы, был членом постоянной депутатской комиссии по социальной политике.
\ В 2006 году был избран в Высший Совет партии на VIII Съезде ВПП «Единая Россия»

### Депутат госдумы
В декабре 2007 года избран депутатом Государственной Думы РФ пятого созыва в составе федерального списка кандидатов, выдвинутого Всероссийской политической партией «Единая Россия». Был членом Комитета по делам женщин, семьи и детей.
Имеет почетное звание «Заслуженный металлург РФ».